# Jevhenij Valenko
Jevhenij Ihorovyč Valenko (in ucraino Євгеній Ігорович Валенко?; Kerč', 1º novembre 1984) è un ex giocatore di calcio a 5 ucraino.

## Carriera
Con la nazionale maschile di calcio a 5 dell'Ucraina ha disputato una Coppa del Mondo e tre edizioni del campionato europeo.

## Palmarès
- Campionato ucraino: 1
Uragan: 2010-11
- Coppa d'Azerbaigian: 1
Fener: 2014-15
- Coppa d'Ucraina: 1
Lokomotyv Charkiv 2015-16
- Campionato serbo: 1
Ekonomac: 2016-17
- Coppa del Kazakistan: 1
Aqtöbe: 2018-19